# Blå dykkerantilope
Den blå dykkerantilope (Cephalophus monticola) er den mindste antilopeart. Den når en skulderhøjde på 35 cm og vejer 4-10 kg. Den blå dykkerantilope lever i det centrale og sydlige Afrika. Her findes den som regel i regnskove, hvor den lever af frugter, blomster og blade og undertiden også af æg, insekter og små fugle.